# Legitimă apărare

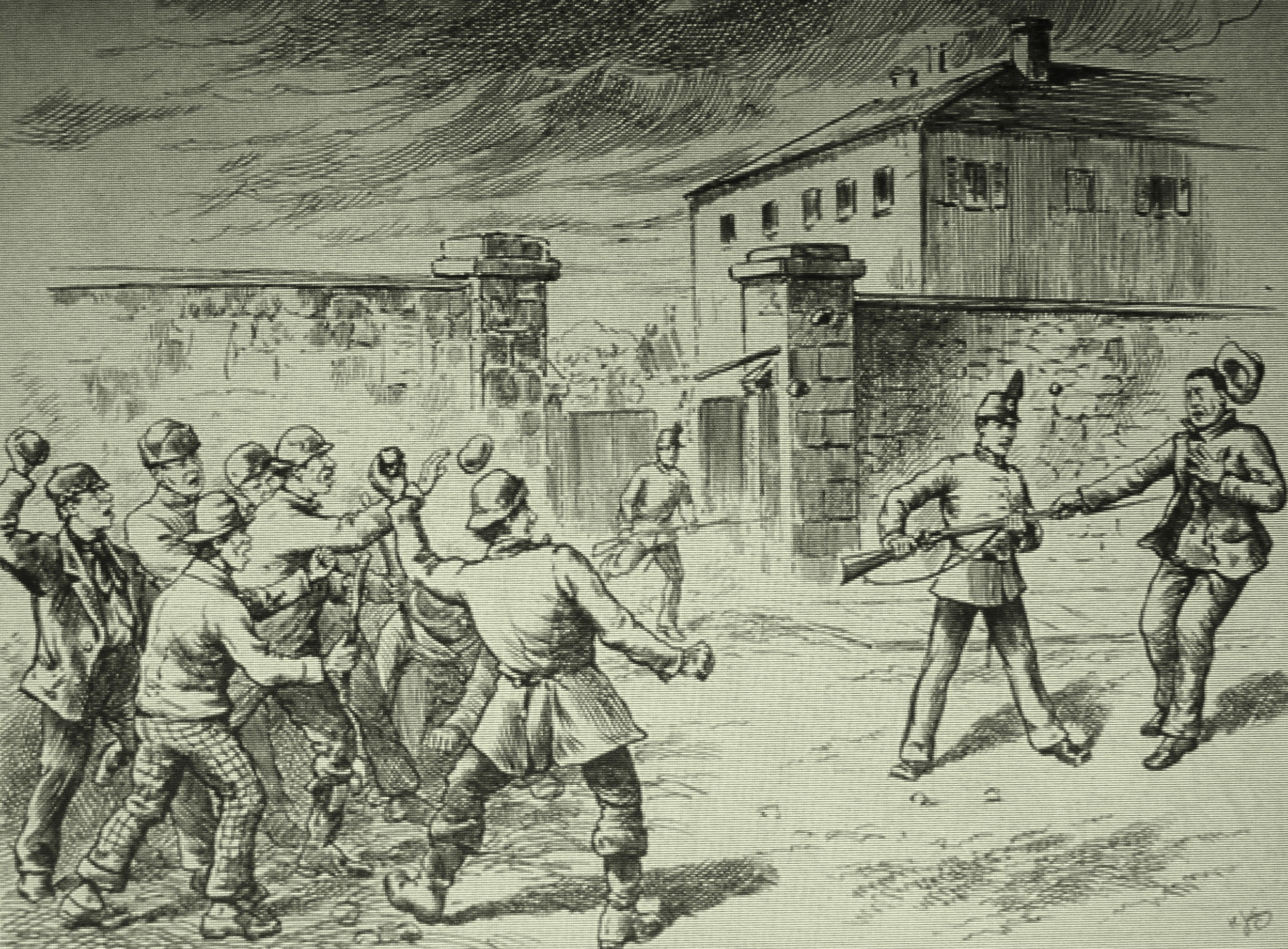
Gravură din secolul al XIX-lea portretizând un gardian ucigând un protestatar ca urmare a unui gest de legitimă apărare în cadrul unei manifestații din Montreal.

Legitimă apărare reprezintă situația în care se află o persoană care răspunde unui atac material, direct, imediat și injust, care o pune în pericol sau pe o altă persoană, sau când drepturile acestora sau un interes general este lezat, dacă apărarea este proporțională cu gravitatea atacului. Se află în legitimă apărare persoana care, din cauza tulburării sau temerii depășește limitele unei apărări proporționale cu gravitatea pericolului și cu împrejurările în care s-a produs atacul.
Legitima apărare presupune întotdeauna existența a două elemente: atacul și apărarea. Acestea două sunt întotdeauna reglementate de legea penală, cu scopul de a crea un cadru legal în baza căruia acțiunea antijuridică (nelegală) întocmită de apărător poate fi considerată una justificată. În caz contrar, dacă nu ar exista o serie de prevederi în baza cărora s-ar declara dacă o anumită acțiune este sau nu justificată, s-ar ajunge la legitimizarea justiției private.